# احمد بن اسحاق
احمدبن اسحاق اشعری قمی از محدثین مورد اعتماد شیعیان است. وی چهار امام آخر شیعیان (جواد، هادی و حسن عسکری و مهدی)را ملاقات کرده و از اصحاب آن‌ها و وکیل امام یازدهم شیعیان بوده‌است.
مدفن وی در شهر سرپل ذهاب قرار دارد. 
کنگره بزرگداشت وی در سال ۱۳۸۹ برگزار گردید و ضمن انتشار تمبر وی عملیات بازسازی مقبره او نیز آغاز گردید.